# Ibwatu

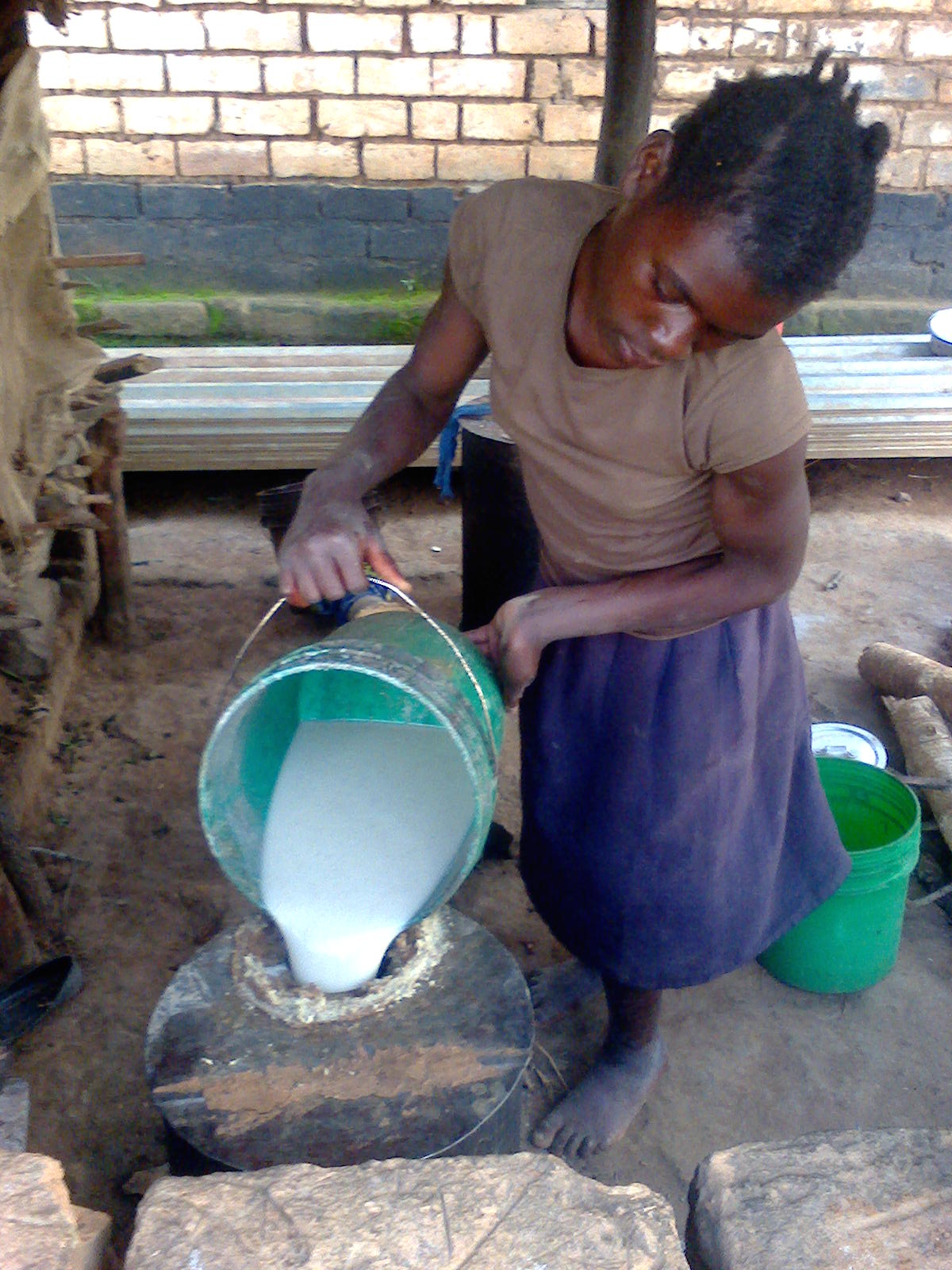
Vrouw brouwt een lokaal bier op het Zambiaanse platteland

Ibwatu of munkoyo is een licht alcoholische drank en een van de meest genuttigde dranken op het Zambiaanse platteland.
Het wordt gemaakt van gemalen wortels en stukjes mais. Deze mix kan direct nadat het gemaakt is, gedronken worden of gedurende verschillende dagen de tijd krijgen om te gisten. De drank wordt door Zambianen vaak "zoet bier" genoemd. Dit zoete bier wordt ook gedronken in Centraal-Afrikaanse landen als Congo, waar het vooral gedronken wordt tijdens traditionele ceremonies maar ook wel als gewone drank.